# Museo della città e del territorio (Vetralla)
Il Museo della Città e del Territorio è stato fondato a Vetralla nel 1992 dal prof. Enrico Guidoni. Ha sede presso alcuni ambienti un tempo appartenenti al tratto settentrionale della cinta muraria di Vetralla. Oggi è parte integrante del patrimonio dell'Università della Tuscia di Viterbo.

## Storia

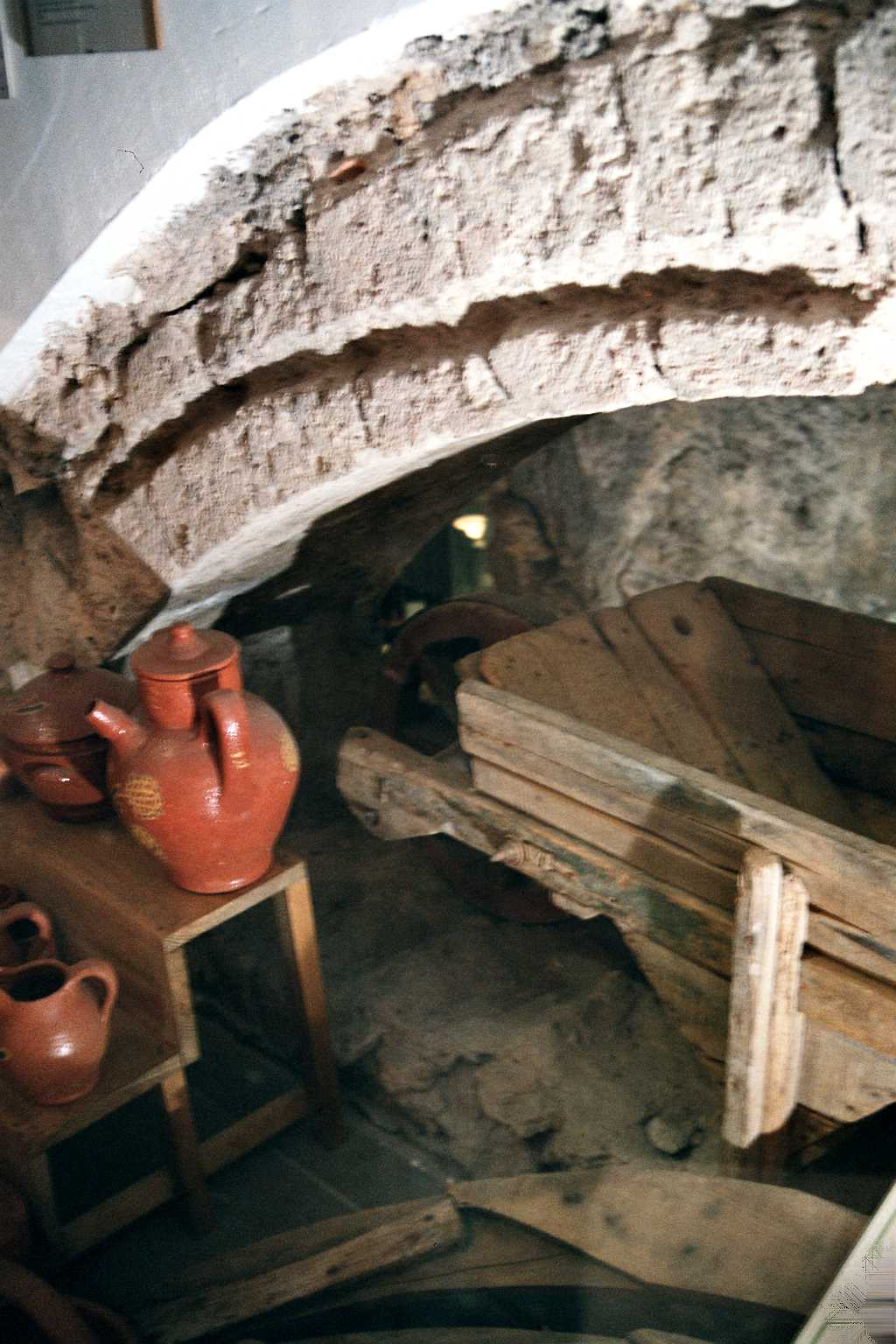
Particolare della Sezione Ceramica.

Il museo, situato in un'antica torre donata dalla signora Anna Teresa Pompa, è nato come un centro di documentazione degli insediamenti e di conservazione delle tradizioni urbanistiche e architettoniche dei centri minori, con una attenzione particolare per la Tuscia, e si è man mano ampliato comprendendo diverse aree tematiche riguardanti le tecniche costruttive locali, i mestieri tradizionali, il folklore.
Dal 2008, è stata inaugurata la Cantina, uno spazio museale ipogeo nel quale è stata ricostruita una cantina ottocentesca e dove sono esposti tutti gli oggetti legati al ciclo del vino.
Il Museo della Città e del Territorio è anche il fulcro delle Associazioni Vetralla Città d'Arte e Diva Cassia. Entrambe si prefiggono di tutelare e valorizzare il patrimonio artistico, storico, culturale e ambientale di Vetralla e del suo territorio.
Dal 14 febbraio 2009, il museo è permanentemente aperto grazie alla presenza, all'interno della struttura, di uno spazio dedicato all'azienda olivitivinicola biologica Villa Chiarini Wulf, la quale ne garantirà la fruibilità al pubblico.
Il museo ha anche promosso una catalogazione di tutte quelle categorie di beni culturali considerati maggiormente a rischio della Tuscia, come case private, mura medievali, pavimentazioni storiche, strade alberate, arredo urbano, giardini storici, cavità artificiali, offrendo una valida documentazione sul reale stato del patrimonio locale e suggerendo un corretto restauro e una coerente valorizzazione degli stessi.
Su tali tematiche, il museo organizza mostre, visite e conferenze, giornate di studio e pubblicazioni, per coinvolgere, a diverso livello, cittadini, scuole, studiosi, istituzioni e mondo universitario.

## Collezioni

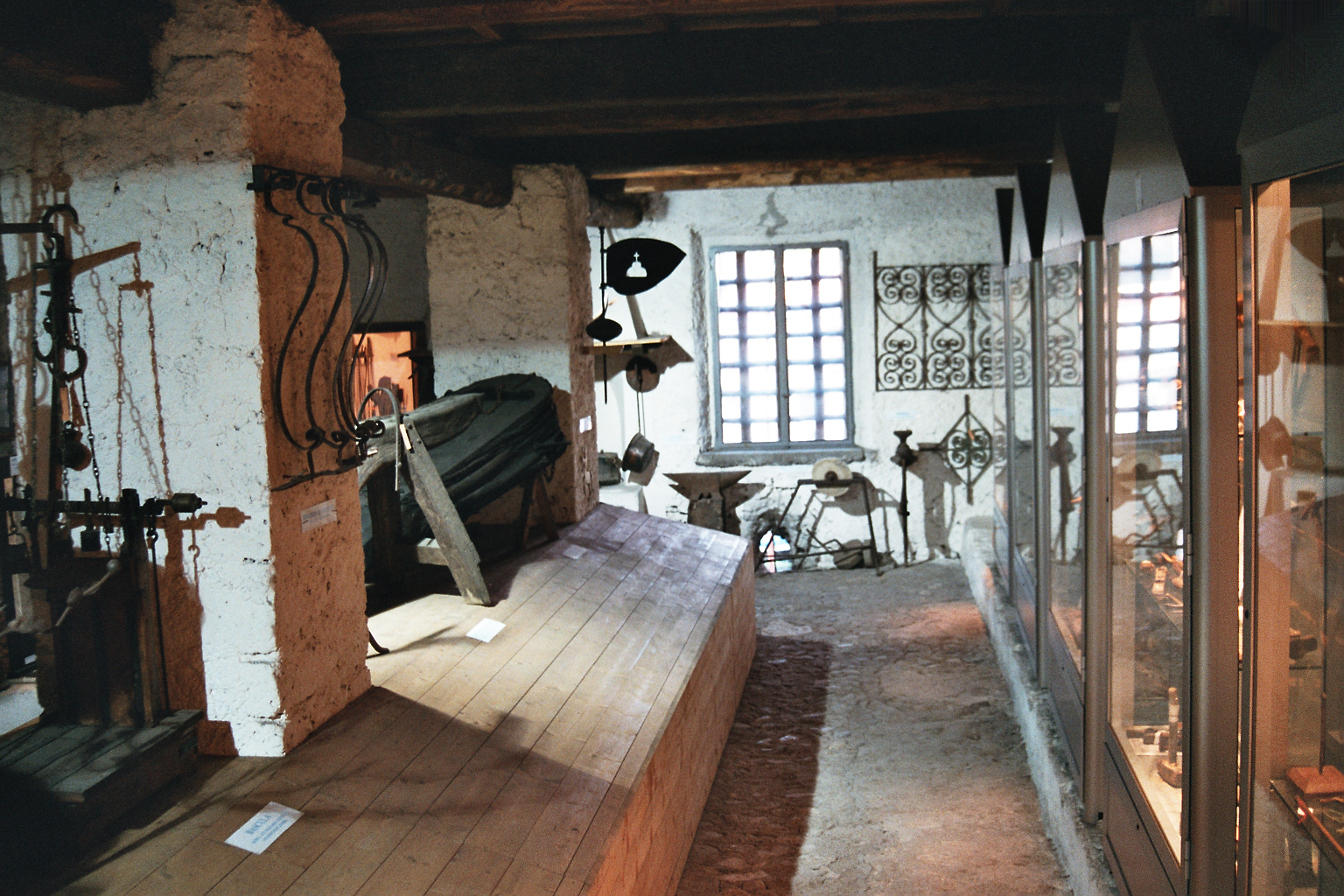
Uno degli ambienti dedicati alla lavorazione dei metalli.

La visita si sviluppa seguendo cinque aree tematiche principali, legate ai materiali: pietra, ferro e metalli, legno, laterizi, ceramica.
Particolare attenzione viene data ai cicli di produzioni materiali a noi giunti. Il museo illustra un attento censimento di cave, ferriere, boschi da taglio e fornaci, delle attività che vi si svolgevano e degli utensili ad esse legati. Il museo ha inoltre promosso la documentazione completa delle attività degli ultimi artigiani locali ancora vivi, depositari di un'arte tramandata nei secoli.

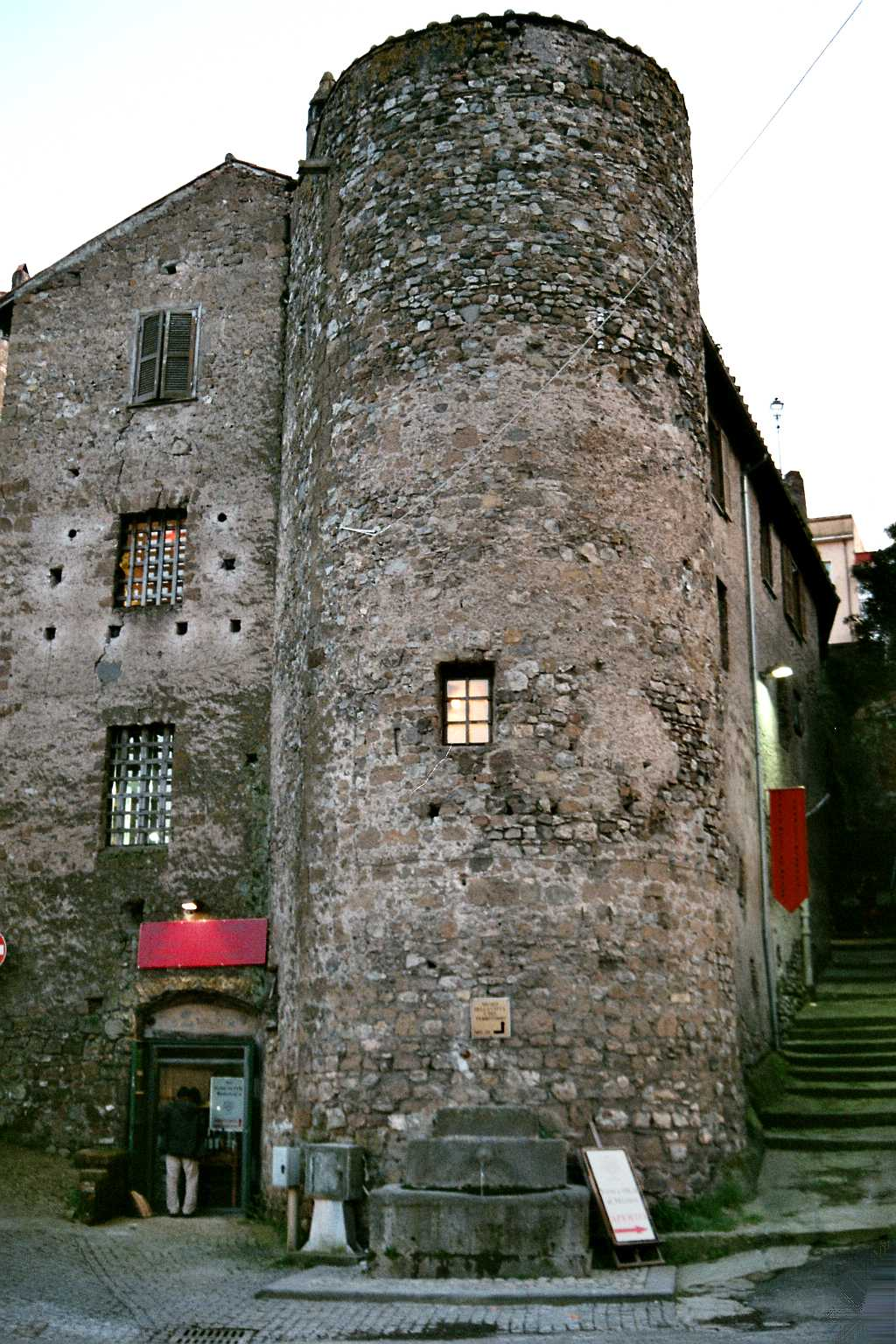
Esterno del museo.
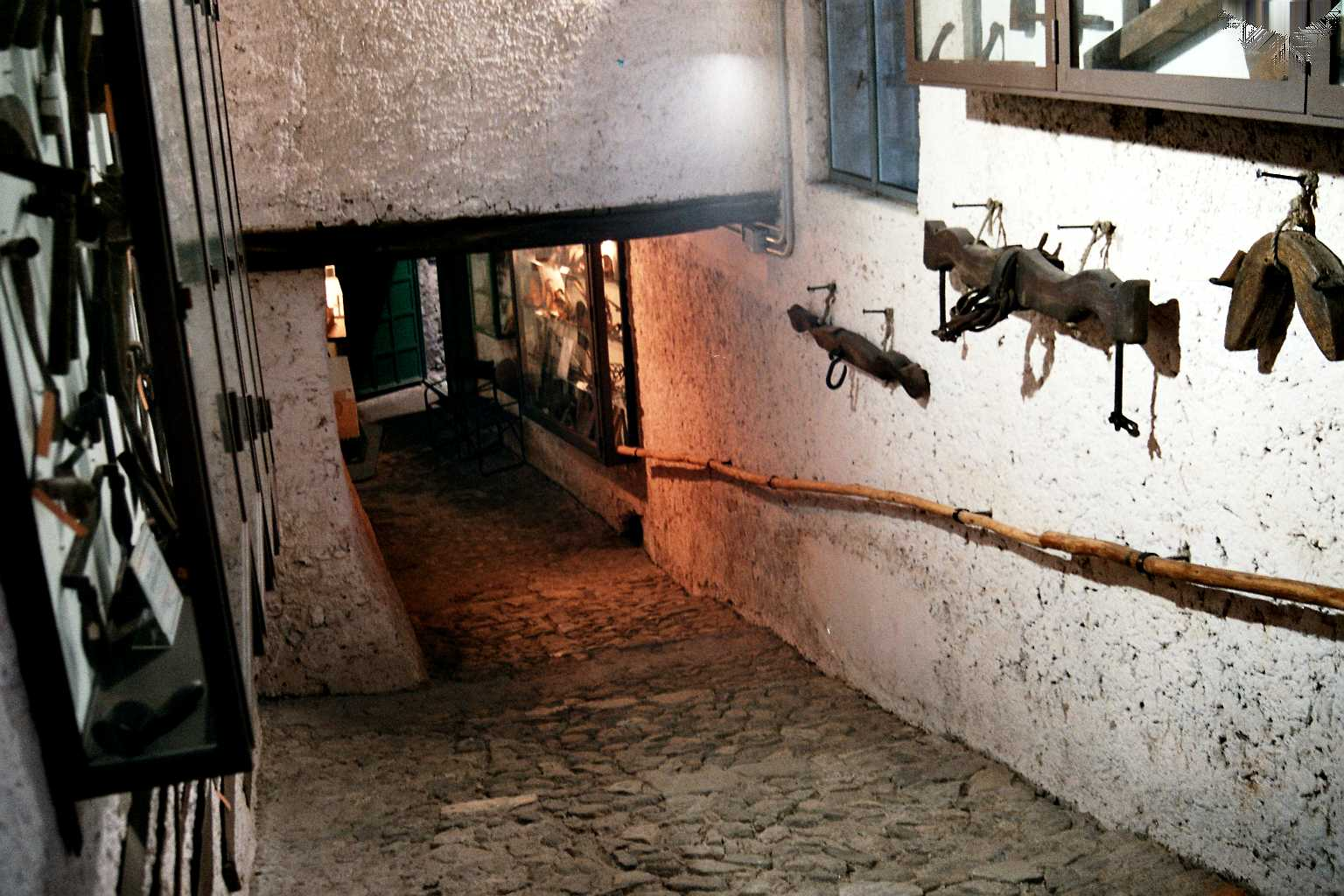
la rampa che porta al primo piano.
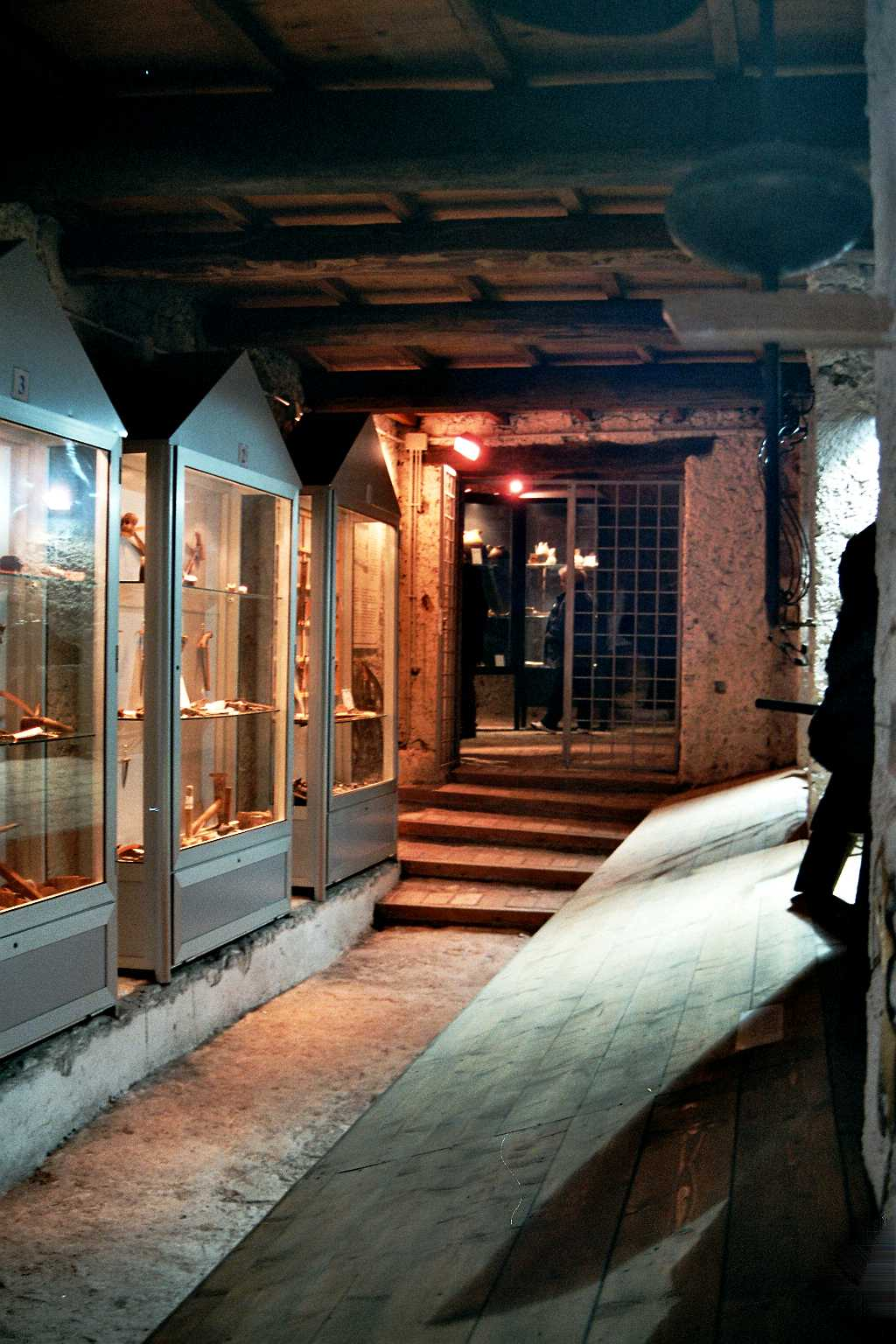
La sezione dedicata alla lavorazione dei metalli.
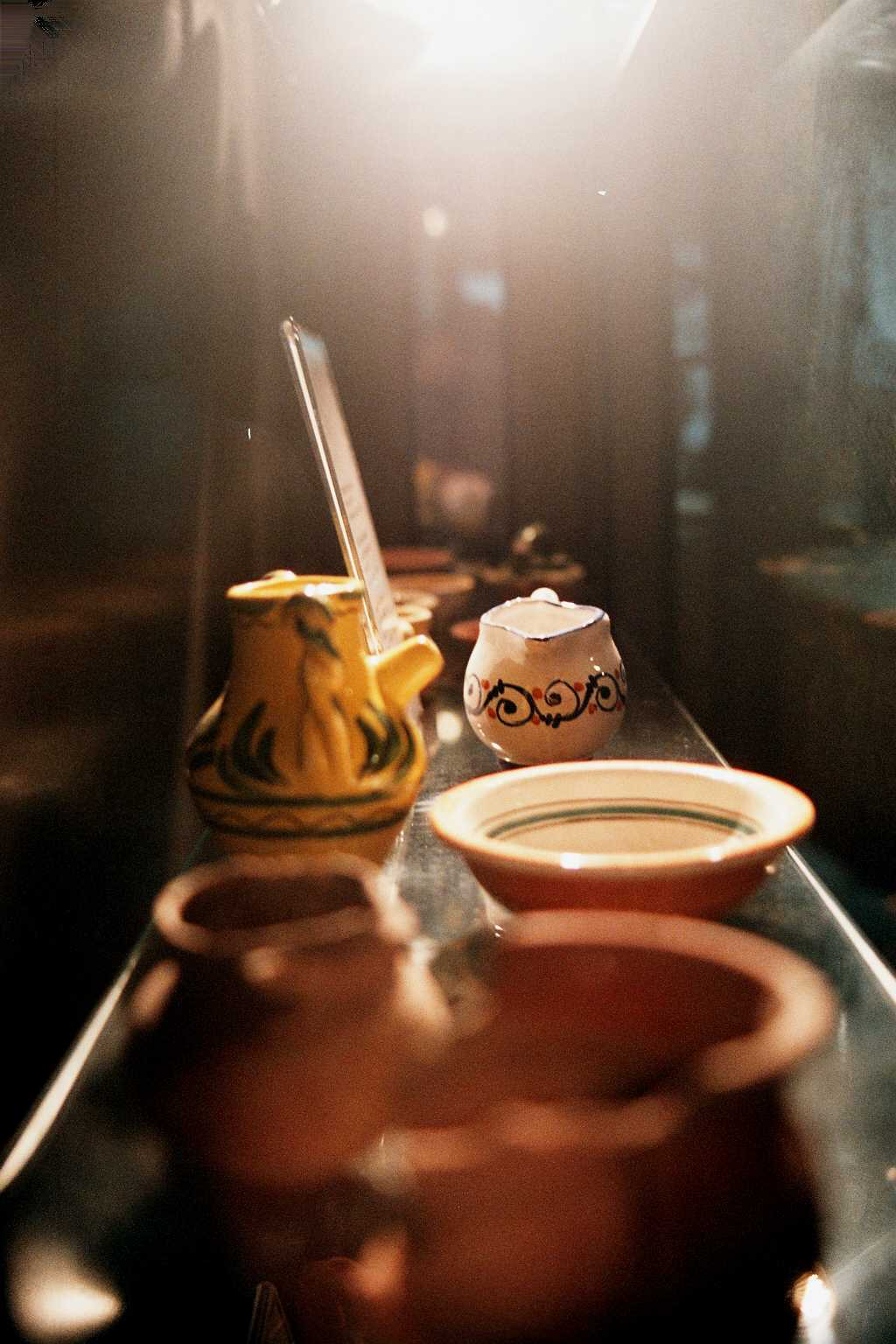
Particolare della sezione ceramica: vasi miniaturistici.
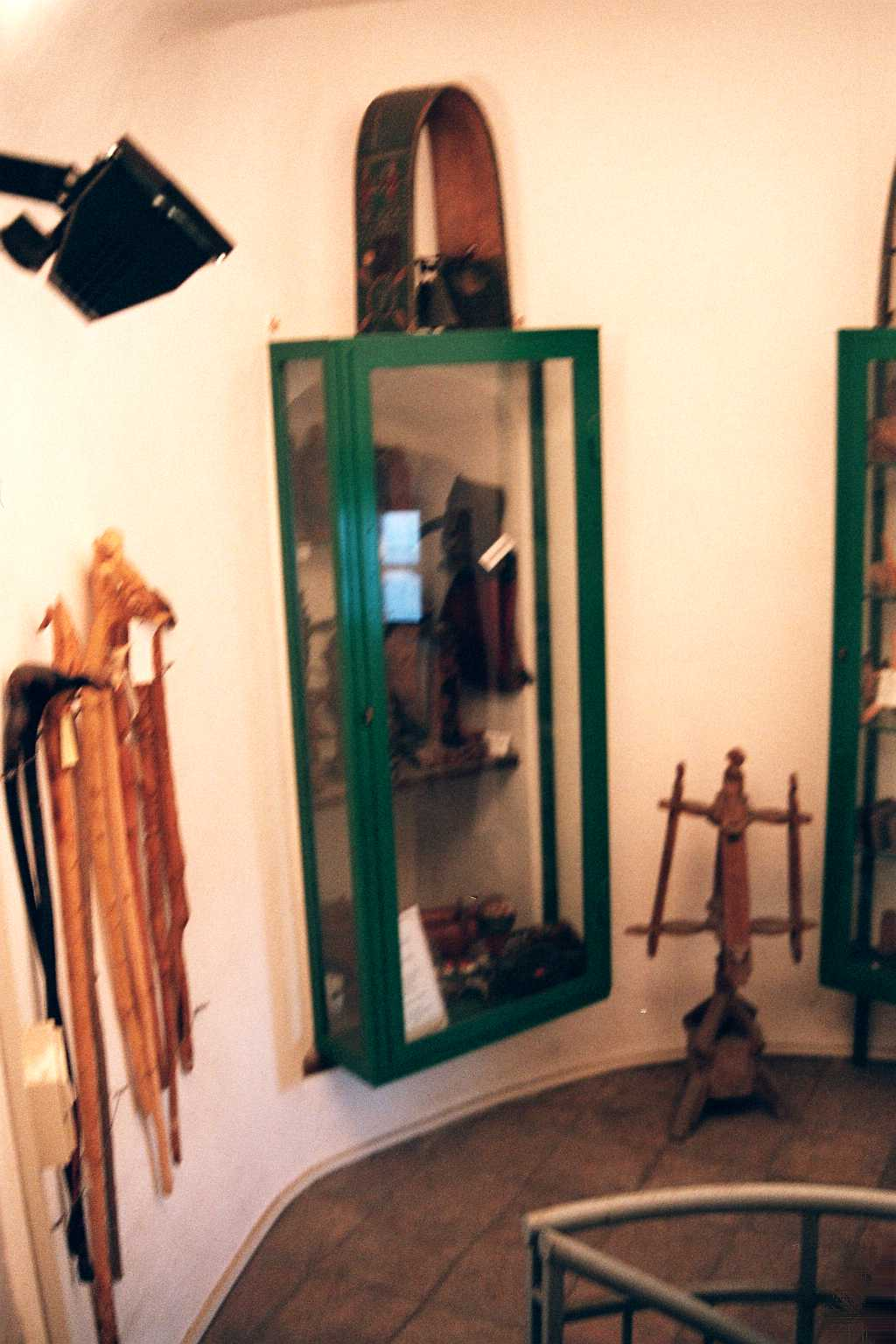
Parte della sezione dedicata al legno, all'interno della torre.
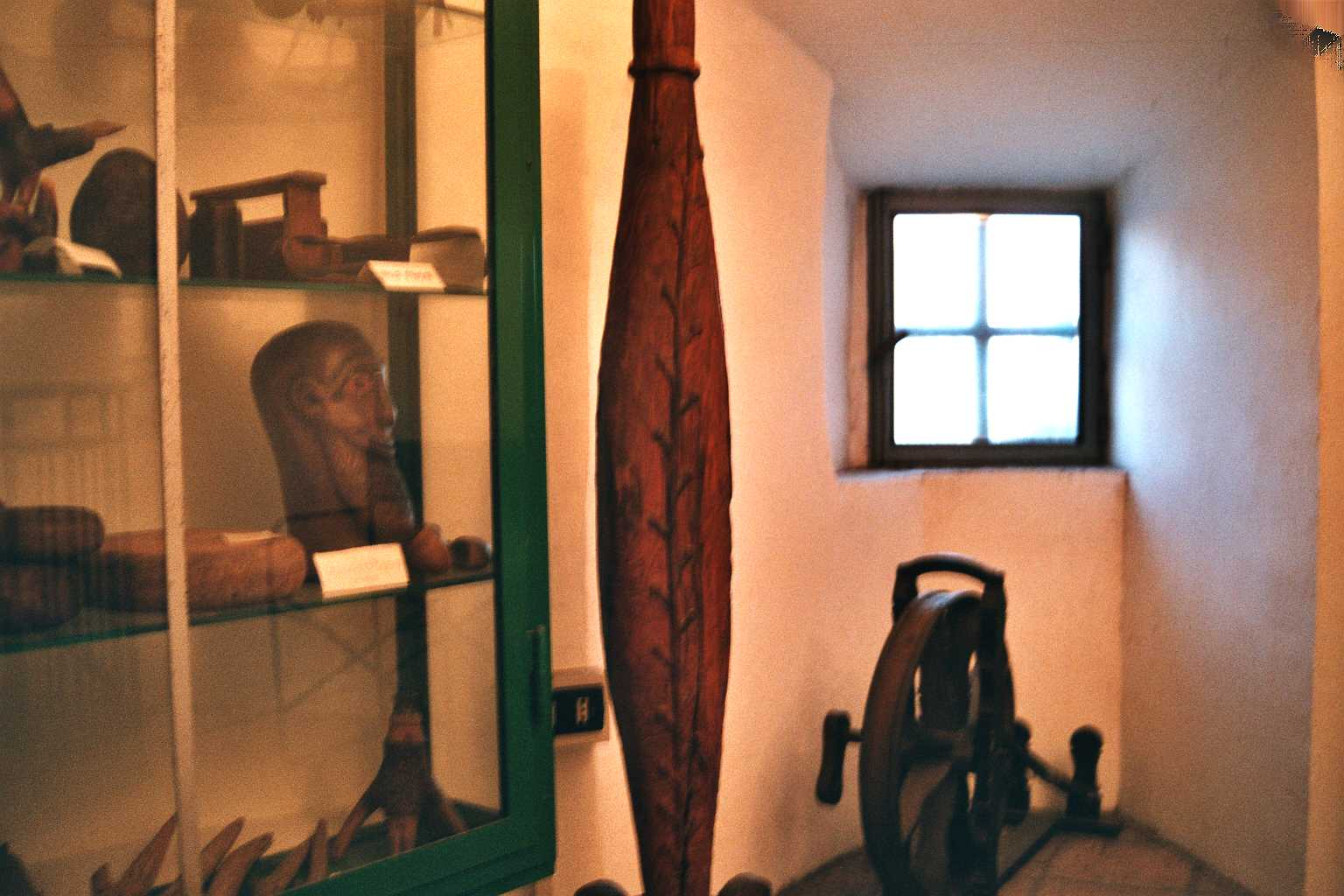
Parte della sezione dedicata al legno, all'interno della torre.
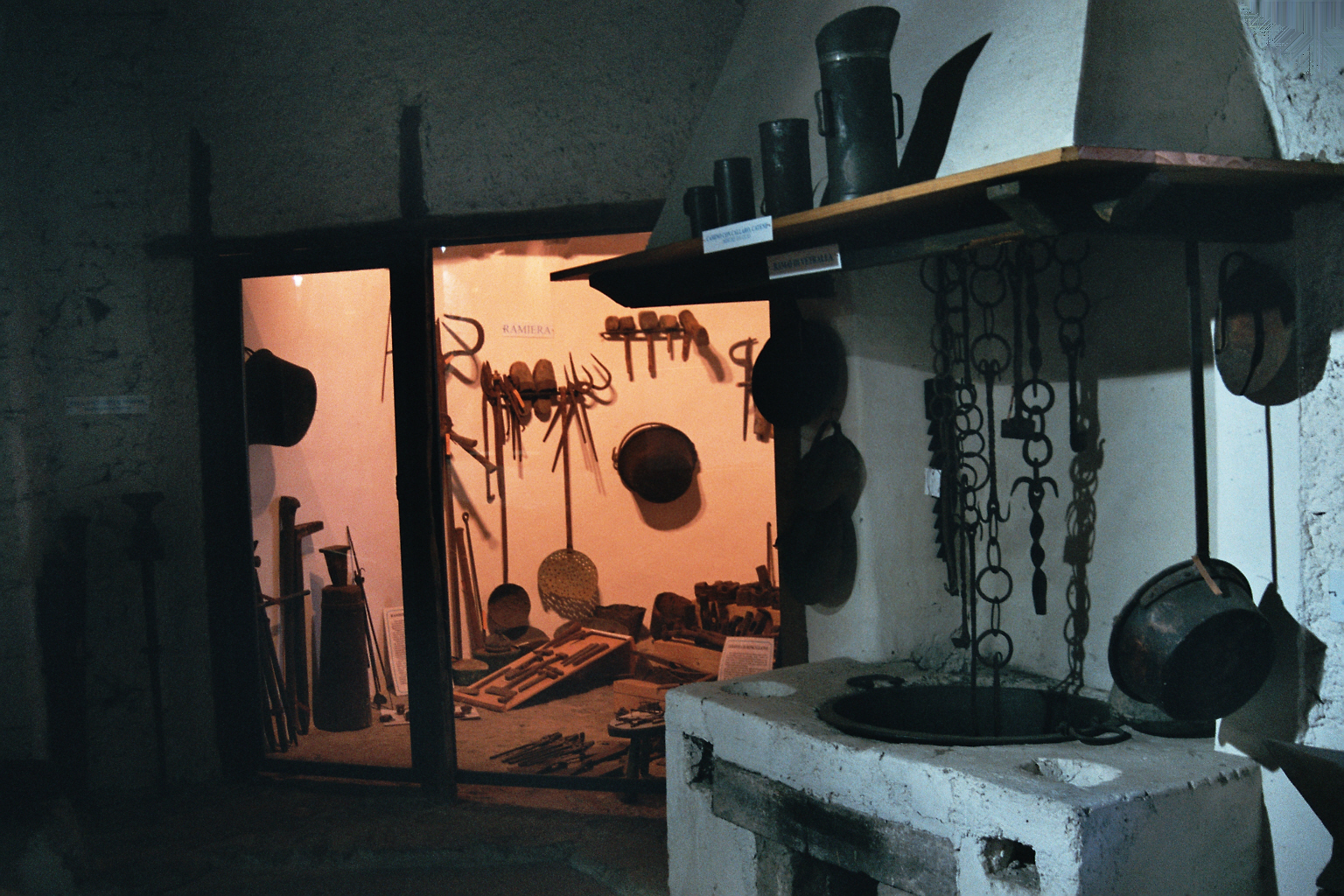
Particolare della sezione dedicata alla lavorazione dei metalli.
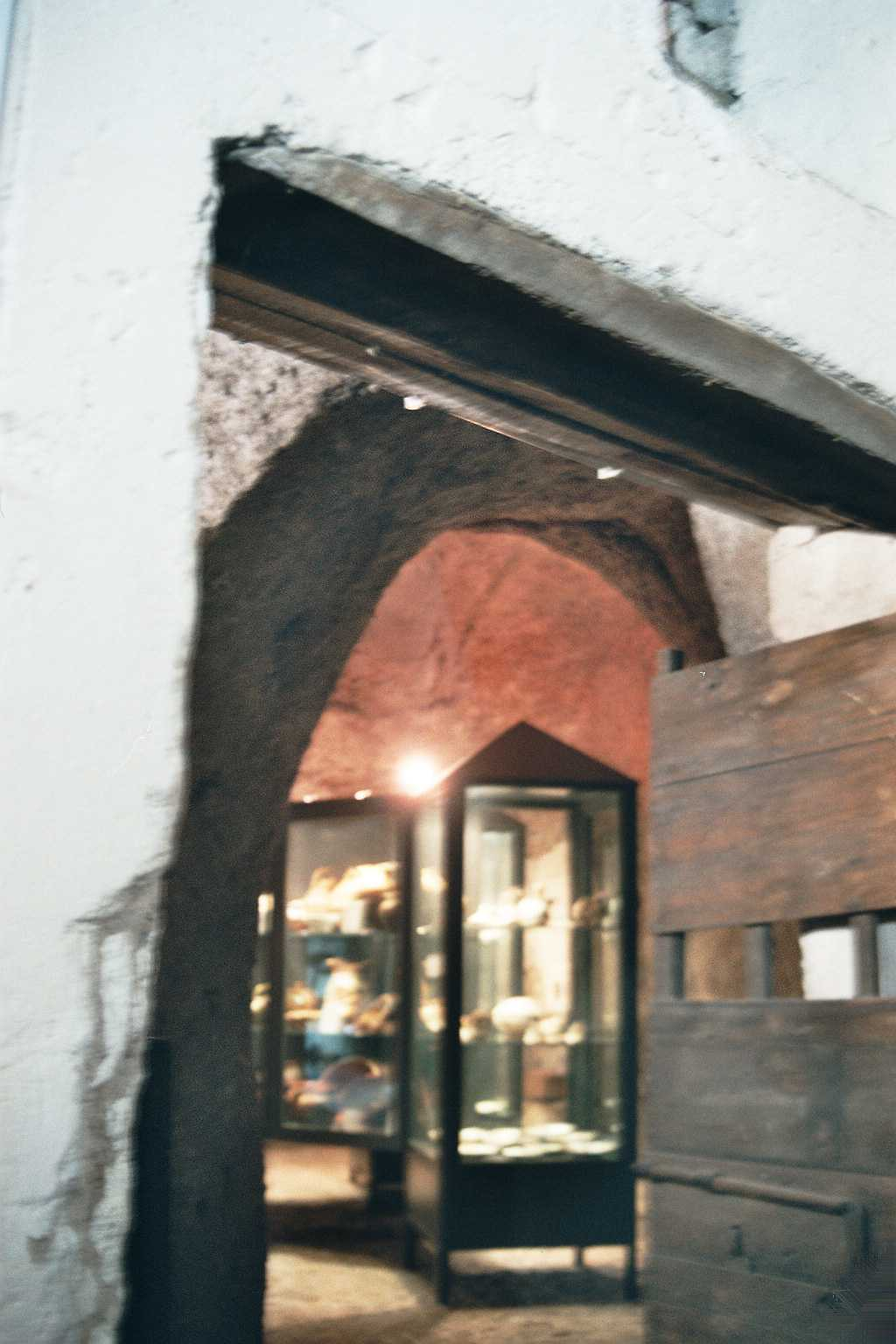
L'ingresso alla sezione ceramica, ricavato in un ambiente rupestre.
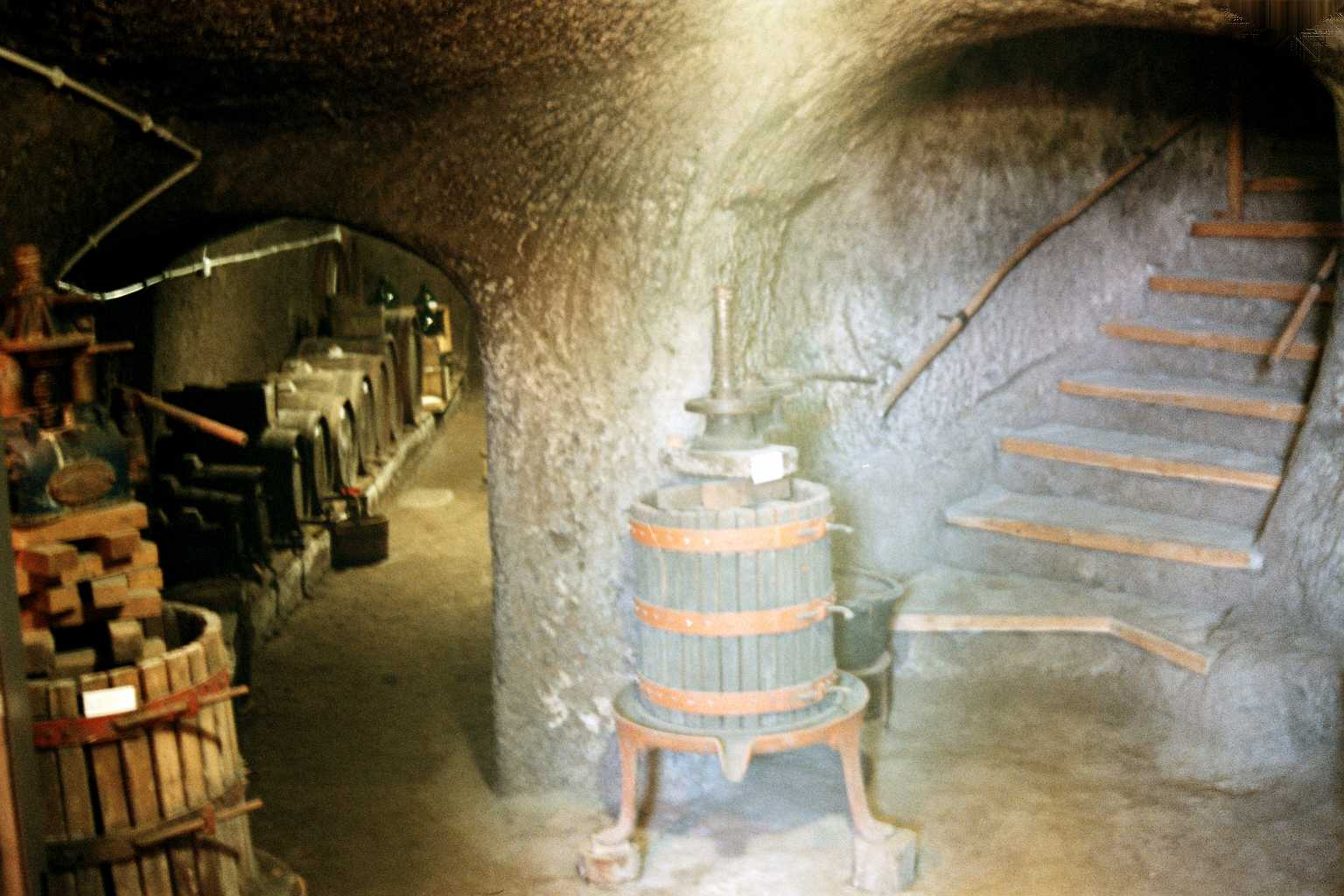
La ricostruzione della Cantina negli ambienti sotterranei del museo.